# Jean Béliveau
Jean Arthur Béliveau (Trois-Rivières, 31 agosto 1931 – Longueuil, 2 dicembre 2014) è stato un hockeista su ghiaccio canadese.

## Carriera
Figlio di Arthur e Laurette Béliveau, il maggiore di 8 figli, la sua famiglia vanta antiche origini che risalgono ad Antoine Béliveau. La famiglia si trasferì quando aveva 6 anni a Victoriaville. Studiò prima al Saint-David, poi all'academie Saint-Louis de Gonzague e al collegio di Victoriaville. inizialmente giocava a baseball, poi quando iniziò la sua attività di giocatore di hockey sul ghiaccio venne notato da Frank Selke già all'età di quindici anni. Incontrò Elise Couture nel 1950, i due si sposarono il 27 giugno 1953, ed ebbero una figlia, Hélène.
Diventò membro della Hockey Hall of Fame, per due volte fu NHL MVP, fra l'altro vinse 10 Stanley Cup, diventando uno dei migliori giocatori di sempre.
Nel 1994 gli venne offerta la carica di Governatore generale del Canada, evento unico nel mondo dei giocatori della NHL.

## Palmarès

### Club
- Stanley Cup: 10

 Montreal Canadiens: 1956, 1957, 1958, 1959, 1960, 1965, 1966, 1968, 1969, 1971

### Individuale
- Hockey Hall of Fame: 1

1971
- Art Ross Trophy: 1

1956
- Conn Smythe Trophy: 1

1965
- Hart Memorial Trophy: 2

1956, 1964
- NHL First All-Star Team: 6

1955, 1956, 1957, 1959, 1960, 1961
- NHL Second All-Star Team: 3

1958, 1964, 1966, 1969
- NHL All-Star Game: 13

1953, 1954, 1955, 1956, 1957, 1958, 1959, 1960, 1963, 1964, 1965, 1968, 1969
- MVP dell'NHL All-Star Game: 1

1964

## Onorificenze
- Canada's Walk of Fame[5]

## Filmografia
Jean Beliveau è stato soprannominato Le Gros Bill a causa del film del 1949 Le Gros Bill, di Jean-Yves Bigras e René Delacroix .